# Золототисячник звичайний
Золототи́сячник звичайний (Centaurium erythraea Rafn., Centaurium umbellatum Gilib.) — дворічна рослина родини тирличевих (Gentianaceae).

## Походження назви
Древні греки називали цю рослину кентаврою. Але з падінням Римської імперії про назву забули. І лише в середні віки монахи розпустили чутку, що соком чудодійної рослини за сто золотих вони виліковують хворих. Звідси і пішла назва центавріум (по-латинськи — сто— «центум» і золото— «аурум»). У нас цю рослину називають ще цинторією, центурією, чантурією (Хмельницька обл., зокрема с. Модестівка), сардушником, семимсильником.

## Ботанічні характеристики

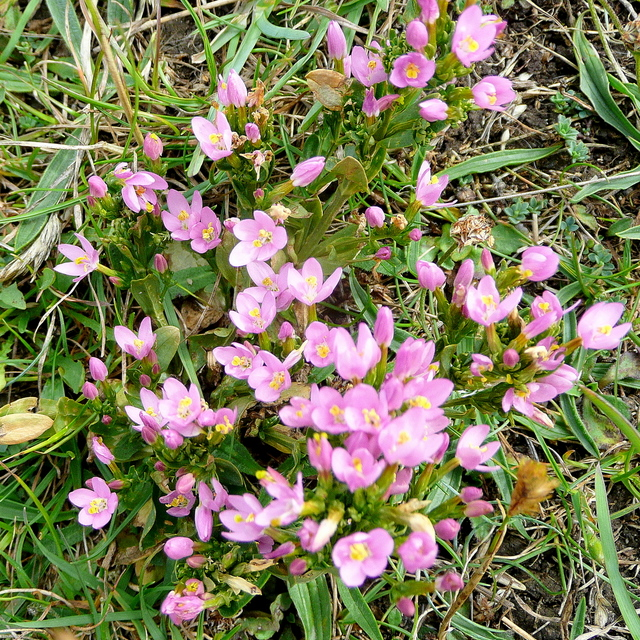
Загальний вигляд золототисячника малого

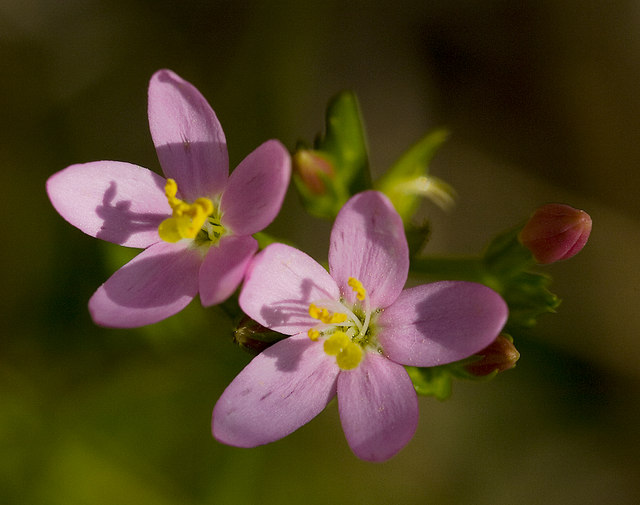
Квітки золототисячника

Золототисячник малий — дворічна рослина. Стебло пряме, чотиригранне, заввишки 20—40 см. Листки цілокраї, голі, нижні зібрані в прикореневу розетку, стеблові — супротивні, довгасто-овальні. Квітки рожеві, іноді білі, зібрані на верхівці стебла в щиткоподібне суцвіття. Цвіте в червні — липні.

## Поширення
Природно поширений у Європі, Марокко, на заході Азії. Інтродукований у Північній і Південній Америках, Австралії й Новій Зеландії.
Росте на луках, лісових галявинах і галявинах, між чагарниками, на узліссях, як бур'ян на полях.

## Фармакологічні властивості
З лікувальною метою використовують траву. Вона містить алкалоїди, з яких переважає гекціанін (еритрицин), глікозиди (еритаурин, еритроцентаурин), вітамін С, олеанолеву і сліди нікотинової кислот, смолу, дубильні речовини, віск, цукри та інші речовини,

## Медичне застосування
У медичній практиці в основному використовують спиртову настойку золототисячника для збудження апетиту і посилення діяльності шлункового тракту, при диспепсії, гастритах. Рекомендують його при підвищеній кислотності шлункового соку, хворобах печінки і жовчних шляхів. Використовується в гомеопатії.

## Розмноження
Розмножують насінням і вегетативно (поділом куща). Насіння після стратифікації висівають рано навесні з міжряддями 20—25 см. Сходи з'являються через 2—3 тижні. Догляд у вегетаційний період полягає в розпушенні ґрунту та видаленні бур'янів. На чистих грядках золототисячник добре кущиться.
При вегетативному розмноженні кущі, поділені на 2—4 частини, висаджують на відстані 25 см один від одного. Дуже важливо попервах поливати ділянку.

## Заготівля
Збирають надземну частину на початку цвітіння, коли листки в прикореневій розетці ще не почали жовкнути і засихати. Рослини зрізують біля кореня так, щоб захопити прикореневу розетку. Потім тонким шаром розкладають, підсушують, а згодом зв'язують у невеличкі пучки і розвішують до остаточного висихання.